# Aleuritopteris × fraser-jenkinsii
Aleuritopteris × fraser-jenkinsii là một loài dương xỉ trong họ Pteridaceae. Loài này được Thapa Fraser-Jenk. & Khullar mô tả khoa học đầu tiên năm 2008.